# HD 174866
HD 174866，又名BD-09 4876，SAO 142741、HR 7110，是一颗恒星，视星等为6.34，位于銀經24.57，銀緯-4.7，其B1900.0坐标为赤經18h 47m 32.1s，赤緯-9° -4.7′ 50″。